# فرودگاه لاکهارت
فرودگاه لاکهارت (به انگلیسی: Lockhart Airport) یک فرودگاه خصوصی است که یک باند فرود شن و خاک دارد و طول باند آن ۵۷۹ متر است. این فرودگاه در کشور ایالات متحده آمریکا قرار دارد و در ارتفاع ۱۴۰۶ متری از سطح دریا واقع شده است.